# Iván Hermés
Iván Hermés (n. Madrid; 5 de marzo de 1976) es un actor español.

## Biografía
Iván Alonso Hermes se inició en televisión con Disney Channel. Tras superar el casting de Carmen Utrilla para la serie televisiva Al salir de clase, Hermés alcanzó cierta popularidad al encarnar a Flipe. Compaginó la grabación de la serie con trabajos teatrales como La última silla
En 2001 Miguel Narros lo seleccionaba para la adaptación de Arthur Miller Panorama desde el puente, en la que interpretó a un inmigrante que se enfrentaba a la clasista sociedad estadounidense. Helio Pedregal, Ana Marzoa y Luis Rallo fueron sus compañeros de reparto.
A este trabajo le siguió su primer protagonista para el Centro Dramático Nacional en Roberto Zucco, en la que Hermés se puso en la piel de un joven que asesinaba a su familia y raptaba a una joven mientras escapaba de la justicia italiana. La obra, dirigida por Lluis Pascual, se adentraba en una sociedad violenta y a su vez conformista; en la que no se escatimó en el empleo de vídeos de películas pornográficas que insinuaban su degradación interior.
Hermés consolidaba la imagen de joven fuerte y violento, rudo y a su vez sensible, enjaulado en un mundo exterior con el cual siempre mantiene un conflicto. Sobre el personaje Hermés declaró: «Siempre he sentido que tenía la necesidad interna de gritar y gracias a Zucco he podido articular ese grito». Carmen Machi, Cesáreo Estébanez, Alex Amaral, Patxi Freytez, Walter Vidarte y María Asquerino completaron el reparto.
Concluida la gira, Mario Gas lo dirigió en A Electra le sienta bien el luto, adaptación de Eugene O'Neill, en la que el actor interpretó a Orin (en realidad Edipo), un joven enamorado de su madre, que regresa de la guerra y se enfrenta al asesinato de su padre, el suicidio de su madre (de la que estaba enamorado) así como con una relación violenta con su hermana. Maru Valdivieso, Emilio Gutiérrez Caba, Constantino Romero, Albert Triola y Bea Segura lo acompañaron durante la gira, siendo sustituido por Eloy Azorín al llegar a Madrid en 2006.
Ese año Hermés participó en el díptico de Lluís Pasqual Hamlet y La tempestad, sendas reflexiones sobre la forma de resolución de los conflictos. En la primera defendió el papel de Laertes, un cortesano que al regreso a Dinamarca ha de asimilar el suicidio de su hermana Ofelia (Rebeca Valls) enloquecida por el rechazo sufrido a manos del príncipe Hamlet (Eduard Fernández) y el asesinato de su padre Polonio (Jesús Castejón) a manos del mismo hombre, al que llegaba a perdonar tras asestarla una puñalada final fruto de la manipulación del Rey Claudio (Helio Pedregal). En la segunda obra, representada en días alternos con la anterior, interpretó a Fernando, el hijo del Duque de Nápoles, que había traicionado a su hermano Próspero (Francesc Orella), desterrado en una isla en la cual se convertía en su prisionero (ajeno a la historias del pasado) y después en el yerno de aquel debido a la capacidad del perdón. David Pinilla, Marisa Paredes, Alberto Berzal, Antonio Ruperez, Aitor Mazo, Joseba Apaolaza, Luis Rallo, Anna Lizaran completaron el reparto.
Mientras desarrollaba su trayectoria teatral en paralelo realizó incursiones en el cine con títulos como Lena de Gonzalo Tapia, Slam de Miguel Martí o  El alquimista impaciente de Patricia Ferreira. En televisión seguía forjándose una carrera. En Cuéntame cómo pasó interpretó a Andrés, un primo de la familia protagonista, deseoso de salir del pueblo (Sagrillas) para conocer la ciudad. En Hospital Central se puso en la piel de Antonio Rodríguez, un gimnasta homosexual que tenía malas relaciones con su padre (Paco Campos) y su novio Álvaro (Dany Díez) por sus problemas con los esteroides que ingería para desarrollar su musculatura. En Diez en Ibiza encarnó a Hugo, un joven que se independizaba de sus padres. En Vientos de agua a Andrés, un minero asturiano con ganas de conocer Argentina, y que participa, al inicio de la guerra civil española, en un motín en la mina que le causaba grandes heridas; imposibles de subsanar por su madre (Susi Sánchez), quien decidía ahorrarle una agonía insoportable.
En los últimos años ha trabajado en el Teatro de la Abadía, en la obra El mal de la juventud, de Ferdinand Brückner, dirigida por Andrés Lima, donde hace el papel de Federico y además participó en la serie Bandolera de Antena 3, donde daba vida a Álvaro Montoro.
En la actualidad se encuentra de gira con la obra Yerma de Federico Garcia Lorca, en una adaptación de Miguel Narros y en la que comparte cartel con Marcial Álvarez y Silvia Marso.[cita requerida]

## Currículum

### Teatro
- El amor de Fedra, de Sarah Kahn, dirigida por Carlos Marchena.
- La última silla, de Martí Pera Ferrer.
- Panorama desde el puente (2001), de Arthur Miller, dirigida por Miguel Narros.
- Roberto Zucco (2005), de Bernard-Marie Koltès, dirigida por Lluís Pasqual.
- A Electra le sienta bien el luto (2005), de Eugene O'Neill, dirigida por Mario Gas.
- Hamlet (2006), de William Shakespeare, dirigida por Lluís Pasqual.
- La tempestad (2006), de Willian Shakespeare, dirigida por Lluís Pasqual.
- El mal de la juventud (2010), de Ferdinand Bruckner, dirigida por Andrés Lima.
- Yerma (2012), de Federico García Lorca, dirigida por Miguel Narros.
- La dama duende (2013), de Calderón de la Barca, dirigida por Miguel Narros.
- Escuadra hacia la muerte (2016), de Alfonso Sastre, dirigida por Paco Azorín.
- Eva ha muerto (2017), de César Augusto Cair.
- José K, torturado (2018), de Javier Ortiz, dirigida por Carles Alfaro.

### Televisión

#### Papeles fijos
- Al salir de clase (1999-2000) Como Felipe Cortés, Flipe
- Diez en Ibiza (2004-2005) Como Hugo
- Vientos de agua (2006) Como Andrés
- Bandolera (2011-2012) Como Álvaro Montoro
- Isabel (2014) Como Manuel I de Portugal

#### Intervenciones
- Ada Madrina (1999).
- Mi teniente (2001).
- Policías, en el corazón de la calle (2002).
- Cuéntame cómo pasó (2003), (varios episodios).
- Hospital Central (2003).
- Fago (2008), miniserie producida por TVE y dirigida por Roberto Bodegas. Interpreta el papel del teniente Vidal.
- La que se avecina (2010).
- Carmina (2012).
- Servir y Proteger (2019) Como Santos Mercader, un traficante de drogas valenciano que se establece en Distrito Sur. 2019 el pueblo como cesar 1 episodio

### Cine
- Lena (2001), de Gonzalo Tapia.
- Amnèsia (2001), de Gabriele Salvatores.
- El alquimista impaciente (2003), de Patricia Ferreira.
- Slam (2003), de Miguel Martí.
- Somne (2005), de Isidro Ortiz.
- Perceval (2006), de Pablo Aragüés (cortometraje).
- Reverso (2015), de Carlos Martin.